# His Brother's Keeper (film 1916)
His Brother's Keeper è un cortometraggio muto del 1916 diretto da William Robert Daly. Sceneggiato da I.K. Freedman e prodotto dalla Selig, il film aveva come interpreti Eugenie Besserer, Fritzi Brunette, Leo Pierson, Edward Peil Sr., Harry Lonsdale.

## Produzione
Il film fu prodotto dalla Selig Polyscope Company

## Distribuzione
Distribuito dalla General Film Company, il film - un cortometraggio in tre bobine - uscì nelle sale cinematografiche statunitensi il 4 settembre 1916.